# Скат-3
МГК-540 «Скат-3» — гидроакустический комплекс с цифровой системой обработки информации. В его состав входит носовая антенна, две бортовые вертикально развитые антенны, а также гибкая протяжённая буксируемая антенна. Более ранние аналоги: МГК-500 «Скат», МГК-503 «Скат-КС» (аналоговый) и МГК-520 «Скат-БДРМ».
Для морской отработки комплекса по проекту 667АК «Аксон-1» была переоборудована подводная лодка К-403 «Казань». Испытания на проекте 971 проходили в 1986—1987 годах в Японском море и Тихом океане. В 1988 году проведена доработка по перечням замечаний госкомиссии. Кроме АПЛ проекта 971 «Скат-3» получили обе подводные лодки проекта 945А «Кондор».
В настоящее время производится ОАО «Водтрансприбор» и «Северный Рейд».